# Base aérienne de Chaïkovka
La base aérienne de Chaïkovka (russe : военный аэродром Шайкóвка ; index des aérodromes d'État : ЬУБЙ), également appelée Kirov Chaïkovka, Anissovo Gorod, Anissovo Gorodishche, Chaïkovo ou Chaïjkovka, Gorodische, est une base stratégique de l'aviation à long rayon d'action des forces aériennes russes située dans l'oblast de Kalouga, à 17 km au nord de Kirov.
La base est équipée d'un grand aérodrome doté de hangars et d'une vaste zone d'exclusion aérienne pour les chasseurs. L'extrémité de la piste aurait été construite en vue d'un prolongement futur (jusqu'à 3 000 mètres).
Le Conseil de défense des ressources naturelles classe la base de Chaïkovka comme une installation abritant des armes nucléaires.

## Historique
L'aérodrome est construit en 1937, lorsque le 13e escadron mixte d'aviation de bombardiers à grande vitesse des forces aériennes du district militaire biélorusse (en) (équipé de bombardier Tupolev SB) y est stationné.
Les unités stationnées comprennent le 73e régiment d'aviation d'interception de la Garde équipé du MiG-29 dans les années 1990 et 2000 ; et le 52e régiment d'aviation de bombardement lourd de la Garde équipé du Tu-16. À partir de 1982, la base reçoit 19 Tu-22M, avant de devenir une base d'instruction de régiment d'aviation de bombardement lourd en 1989.
En 2000, les Tu-160, Tu-95MS et Tu-22M3 ont opéré à partir de la base lors d'un exercice d'entraînement.
En 2020, le 52e régiment de la 22e division est toujours signalé comme opérant à la base aux commandes des Tu-22M3,. En 2021, ils quittent la zone pour rejoindre des bases russes en Syrie afin de mener des opérations et des exercices dans la région.

### Invasion russe de l'Ukraine
Le 27 juin 2022, une attaque de missiles vise le centre commercial Amstor à Krementchouk, en Ukraine. Dmytro Lounine, gouverneur de l'oblast de Poltava et des médias font état de 20 morts et 56 blessés. Selon les Forces armées ukrainiennes, l'attaque a été menée par des missiles antinavires Kh-22 lancés à partir de bombardiers stratégiques russes Tu-22M3 qui ont décollé de Chaïkovka. Les missiles ont été tirés depuis le territoire de l'oblast de Koursk. Selon les médias ukrainiens, ils appartiennent au 52e régiment de la 22e division, commandée par le colonel Oleg Timochine. Le ministre de l'Intérieur Denys Monastyrsky déclare que le missile avait touché le fond du centre commercial. Le ministère russe de la Défense a par la suite officiellement reconnu la responsabilité de l'attaque, bien qu'ayant affirmé que le centre commercial n'était pas la cible visée, mais un dépôt d'armes d'une usine à proximité, la détonation de munitions provoquant l'incendie du bâtiment voisin.
Le 7 octobre 2022, des informations font état d'une attaque de drones kamikazes contre la base aérienne, provoquant la destruction de deux bombardiers Tu-22M3.
Le 14 janvier 2023, un avion du 52e régiment décollé de Chaïkovka tire un missile Kh-22 qui tombe sur un immeuble d'habitation de la ville de Dnipro, tuant et blessant de nombreux civils. Cette attaque est considérée par l'Ukraine comme un crime de guerre. Le même jour, une liste des militaires directement impliqués dans le crime est publiée sur le site Web de Molfar Global (communauté OSINT). Les noms de 44 des 52 personnels du 52e régiment sont partagés.

Le 20 octobre 2024, Dmitri Golenkov, pilote du 52e régiment de bombardiers lourds de l’armée de l’air russe et chef d'état-major de la base aérienne de Chaïkovka, accusé d'avoir mené des attaques contre des infrastructures civiles en Ukraine, comme le bombardement du centre commercial de Krementchouk le 27 juin 2022 et la frappe aérienne d'un immeuble résidentiel à Dnipro le 14 janvier 2023, a été tué à coups de marteau dans un verger dans l'oblast de Briansk victime apparemment d'un assassinat,,,.